# C15H26O6
化学式C15H26O6的化合物（摩尔质量：302.36 g/mol）可以指：
- 三羟甲基丙烷三缩水甘油醚，CAS号：3454-29-3
- 三丁酸甘油酯，CAS号：60-01-5